# Anomalon ugaldei
Anomalon ugaldei är en stekelart som beskrevs av Ian D. Gauld och Bradshaw 1997. Anomalon ugaldei ingår i släktet Anomalon och familjen brokparasitsteklar. Inga underarter finns listade i Catalogue of Life.